# هلسینکی بزرگ
هلسینکی بزرگ (انگلیسی: Greater Helsinki)، (فنلاندی: Helsingin seutu, Suur-Helsinki, سوئدی: Helsingforsregionen, Storhelsingfors) به کلان‌شهر هلسینکی، پایتخت فنلاند اشاره دارد.
در واقع هلسینکی متشکل از محله‌های مرکزی هلسینکی، وانتا، اسپو و کاونیاینن است و تقریباً ۱٫۱۹ میلیون نفر جمعیت دارد. این مناطق، در ساحل خلیج فنلاند، که بخشی از دریای بالتیک است، عمدتاً منطقه اوسیما را در بر می‌گیرند.
کلان‌شهر هلسینکی، بزرگ‌ترین منطقه شهری در این کشور با ۱٬۵۲۰٬۰۵۸ سکنه است و تاکنون مهم‌ترین منطقه اقتصادی، فرهنگی و علمی فنلاند است. پنج دانشگاه از ۱۴ دانشگاه فنلاند و بیشتر مقرهای شرکت‌های برجسته و موسسات دولتی در هلسینکی بزرگ در این منطقه قرار دارند. همچنین، فرودگاه هلسینکی در وانتا واقع شده‌است.
اصطلاح کلان‌شهر هلسینکی و سایر اصطلاحات استفاده شده در این مورد از منظر علمی کاملاً ثابت نشده‌اند و ممکن است در زمینه‌های مختلف متفاوت باشد. این روند به علت ترجمه مستقیم نادرست فنلاندی و سوئدی از اصطلاحات مربوط به هلسینکی بزرگ و منطقه هلسینکی پیش آمده‌است و سال‌هاست که محل اختلاف است.

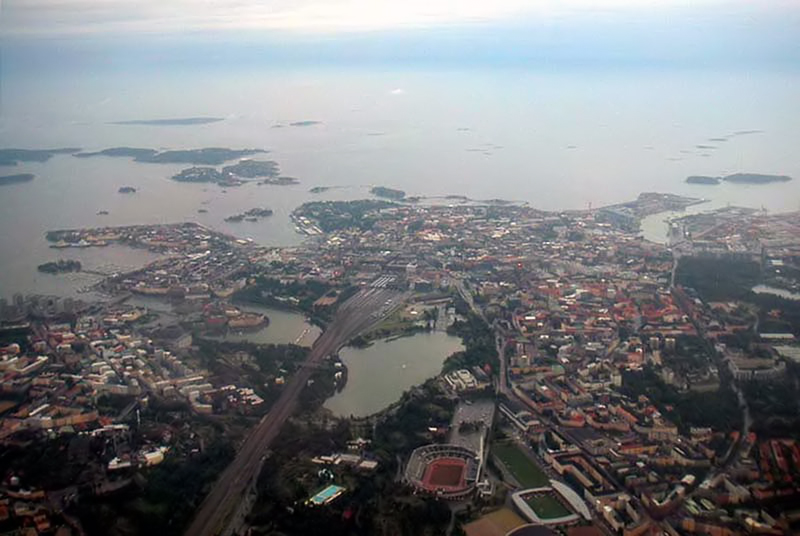
تصویر هوایی از منطقه مرکزی هلسینکی